# 妊娠ですよ
『妊娠ですよ』（にんしんですよ）は、1994年10月10日から11月14日まで毎週月曜日22:00 - 22:54に、関西テレビ制作・フジテレビ系「月10」枠で放送された日本のテレビドラマ。1995年4月10日にはスペシャルドラマが放送された。
1995年10月16日から12月11日まで放送された『妊娠ですよ2』についても記述する。

## 妊娠ですよ
1994年10月10日から11月14日まで、関西テレビ制作・フジテレビ系「月10」枠（月曜22:00 - 22:54）で放送。全6話。
1995年4月10日22:00 - 23:24にスペシャルドラマが放送。
キャッチコピーは「産婦人科は、ドラマがいっぱい。」

### キャスト
- 桐原大輔：三浦友和
- 桐原高之：大鶴義丹
- 岡村由美：角替和枝
- 新田陽子：沖直美
- 新田吾郎：布川敏和
- 桐原まりこ：高樹沙耶

### スタッフ
- 脚本：清水曙美、溝田佳奈、藤本信行
- 演出：小田切正明、塚田哲也
- 音楽：中村由利子
- 主題歌：鈴木雅之「夢のまた夢」（Epic/Sony Records）
- プロデュース：土井宙、指田貴行
- 制作：関西テレビ、アズバーズ

### 放送日程
| 各話       | 放送日         | サブタイトル     |
| ---------- | -------------- | ---------------- |
| 第1話      | 1994年10月10日 | 母と娘そろって!? |
| 第2話      | 10月17日       | 男はいらない?    |
| 第3話      | 10月24日       | ホントに俺の子?  |
| 第4話      | 10月31日       | できるハズない!  |
| 第5話      | 11月07日       | 死んでも産むわ!  |
| 最終話     | 11月14日       | どうしたらいいの |
| スペシャル | 1995年04月10日 |                  |

## 妊娠ですよ2
1995年10月16日から12月11日まで、関西テレビ制作・フジテレビ系「月10」枠（月曜22:00 - 22:54）で放送。全9話。

### キャスト
- 桐原大輔：三浦友和
- 岡村由美：角替和枝
- 香川なおみ：松居直美
- 香川圭太：野々村真
- 小池清子：柴田理恵
- 新田陽子：沖直美
- 新田吾郎：布川敏和
- 桐原まりこ：高樹沙耶

### スタッフ
- 脚本：清水曙美、藤本信行
- 演出：小田切成明、谷口俊哉、塚田哲也、北川学
- 音楽：中村由利子
- 主題歌：大黒摩季「愛してます」（B-Gram RECORDS）
- 企画：山崎一彦、濱星彦
- プロデュース：指田貴行、小川誠
- 制作：関西テレビ、アズバーズ

### 放送日程
| 各話   | 放送日         | サブタイトル                         |
| ------ | -------------- | ------------------------------------ |
| 第1話  | 1995年10月16日 | 年増女でナゼ悪い                     |
| 第2話  | 10月23日       | あなたの子供じゃないの…              |
| 第3話  | 10月30日       | 今日は子作りの日                     |
| 第4話  | 11月06日       | 4人目なんてムリ                      |
| 第5話  | 11月13日       | 史上最高のお父様                     |
| 第6話  | 11月20日       | ミラクルベイビー                     |
| 第7話  | 11月27日       | 赤ちゃん産みたい女子高生             |
| 第8話  | 12月04日       | 男女の産みわけ方教えて!              |
| 最終話 | 12月11日       | 桐原先生の大災難・恋人と隠し子発覚!? |